# Letališče Poprad Tatre
Letališče Poprad Tatre (slovaško Letisko Poprad-Tatry) (IATA: TAT, ICAO:LZTT) je mednarodno letališče na Slovaškem v bližini zimskega letovišča Poprad v Tatrah. Letališče je eno izmed letališč z najvišjo nadmorsko višino v srednji Evropi (718 m), kar je 150 m višje od avstrijskega letališča Innsbruck in hkrati 989 m nižje od švicarskega letališča Samedan.

## Destinacije
Prek letališča potekajo redne in čarterske letalske povezave do naslednjih destinacij:
| Prevozniki              |                                          |
| ----------------------- | ---------------------------------------- |
| Adria Airways           | sezonski čarter: Tirana                  |
| airBaltic               | sezonsko: Riga, Varšava-Chopin           |
| Bulgarian Air Charter   | sezonski čarter: Burgas                  |
| Neos                    | sezonski čarter: Tel Aviv                |
| Travel Service Slovakia | sezonski čarter: Antalya, Araxos, Burgas |
| Wizz Air                | London - Luton                           |

V zimskem času letalske družbe opravljajo tudi ad hoc čarterske prevoze predvsem do Rusije in Ukrajine.

## Statistika
Število potnikov na letališču od leta 2014 dalje
- 2014   31.209 potnikov[1]
- 2015   85.100 potnikov[2] (+172,7%)